# 夏川秀之
夏川 秀之（なつかわ ひでゆき、1991年4月25日 - ）は、日本の男性声優。Advance Promotion所属。

## 人物
V-NEXT2019でソリューションアライブ賞を受賞。

## 出演

### ゲーム
- √Letter ルートレター Last Answer（2018年、大森準[4]）- ドラマモード実写出演のみ、声優出演は河本啓佑
- ニキ日記～世界旅行編～

### 吹き替え
- ダンジョン・オブ・ドラゴン（2022年、チェン・イエン[5]）

### テレビ
- 外科医 鳩村周五郎13
- 奇跡体験!アンビリバボー - 複数回
- とことん歴史紀行

### 映画
- High&Low

### CM
- JRA
- HONDA

### VP
- 啓発コンテンツ「ソーシャルメディアに潜むリスク」（NHK）
- 最高裁司法研修所 検察教材映像
- 東京オリンピック外国人向けDVD

### その他
- 日本語学習教材（音声）